# 辰見鴻之介
辰見 鴻之介（たつみ こうのすけ、2000年11月24日 - ）は、福岡県福岡市東区出身のプロ野球選手（内野手）。右投右打。東北楽天ゴールデンイーグルス所属。

## 経歴

### プロ入り前
香椎下原小学校1年生のときに香椎下原ソフトクラブでソフトボールを始める。5年生のときに三塁手として西日本大会優勝を経験している。香椎第3中学校進学後はヤング福岡東コンドルで硬式野球をプレー。
福岡県立香住丘高等学校では2年時から二塁手のレギュラーを務めたが、甲子園大会出場はなかった。
高校卒業後は西南学院大学に進学し、1年秋から遊撃手のレギュラーを務める。2年秋に九州六大学リーグの最多盗塁（10盗塁）を記録し、4年春のリーグ戦では打率.314、7盗塁を記録し、二塁手としてベストナインを受賞した。九州六大学リーグでの通算成績は39試合出場で、打率.295、0本塁打、10打点、21盗塁。
2022年10月20日に開催されたドラフト会議にて、東北楽天ゴールデンイーグルスから育成1位で指名された。西南学院大学の選手がドラフト会議で指名されるのは1979年の蓬萊昭彦（西武4位）以来、43年ぶりであった。同月31日に支度金300万円、年俸250万円で入団に合意した。背番号は146。同音異字の苗字の選手である辰己涼介との区別のため、スコアボードの表記は辰見鴻となる。

### 楽天時代
2023年はイースタン・リーグで64試合に出場して打率.284を記録し、フレッシュオールスターゲームに選出された。その後、7月26日に支配下選手登録された。背番号は78。支配下登録にはなったものの、同年中の一軍出場は果たせなかった。二軍では96試合に出場し、打率.251、0本塁打、10打点、チーム1位の17盗塁を記録した。11月3日、推定年俸420万円で契約を更改した
2024年のシーズンは開幕一軍は逃したが3月31日に一軍に昇格すると、同日の対埼玉西武ライオンズ戦、延長11回の代走として一軍初出場を果たした。小深田大翔の左翼への浅い犠牲フライから本塁へのヘッドスライディングで生還する好走塁を見せてチームはサヨナラ勝ちし、今江敏晃監督就任後初勝利に貢献し、ヒーローインタビューも受けた。2試合目の出場となった4月6日の対福岡ソフトバンクホークス戦では、「1番・指名打者」として先発起用されるも、3打数0安打2三振と結果を残せず、その後の出番はないまま11日に二軍降格となった。そのまま再昇格なくシーズンを終え、二軍では42試合の出場で、打率.147、0本塁打、7打点、6盗塁と成績を落とした。オフの10月29日に球団から戦力外通告を行ったことおよび育成選手としての再契約を打診したことが発表され、11月14日に正式に育成再契約に合意した。29日、背番号が078になることが発表された。
2025年はイースタン・リーグで60試合に出場して打率.317、3打点、23盗塁と結果を残し、7月31日に支配下登録が発表された。背番号は82。

## 選手としての特徴
50メートル5秒7という脚力が武器の内野手。担当スカウトだった大久保勝也からは「足の速さは12球団でも一番。水の上を移動するアメンボみたい」と表現されていた。

## 詳細情報

### 年度別打撃成績
| 年 度     | 球 団     | 試 合 | 打 席 | 打 数 | 得 点 | 安 打 | 二 塁 打 | 三 塁 打 | 本 塁 打 | 塁 打 | 打 点 | 盗 塁 | 盗 塁 死 | 犠 打 | 犠 飛 | 四 球 | 敬 遠 | 死 球 | 三 振 | 併 殺 打 | 打 率 | 出 塁 率 | 長 打 率 | O P S |
| --------- | --------- | ----- | ----- | ----- | ----- | ----- | -------- | -------- | -------- | ----- | ----- | ----- | -------- | ----- | ----- | ----- | ----- | ----- | ----- | -------- | ----- | -------- | -------- | ----- |
| 2024      | 楽天      | 2     | 3     | 3     | 1     | 0     | 0        | 0        | 0        | 0     | 0     | 0     | 0        | 0     | 0     | 0     | 0     | 0     | 2     | 0        | .000  | .000     | .000     | .000  |
| 通算：1年 | 通算：1年 | 2     | 3     | 3     | 1     | 0     | 0        | 0        | 0        | 0     | 0     | 0     | 0        | 0     | 0     | 0     | 0     | 0     | 2     | 0        | .000  | .000     | .000     | .000  |

- 2024年度シーズン終了時

### 記録
初記録
- 初出場：2024年3月31日、対埼玉西武ライオンズ3回戦（楽天モバイルパーク宮城）、11回裏に石原彪の代走で出場
- 初先発出場：2024年4月6日、対福岡ソフトバンクホークス2回戦（楽天モバイルパーク宮城）、1番・指名打者で先発出場
- 初打席：同上、1回裏にリバン・モイネロから空振り三振

### 背番号
- 146（2023年[6] - 同年7月25日）
- 78（2023年7月26日[8] - 2024年）
- 078（2025年[16] - 同年7月30日）
- 82（2025年7月31日[17] - ）